# Yang Ha-eun
Yang Ha-eun (Corea del Sur; 25 de febrero de 1994) es una jugadora profesional de tenis de mesa surcoreana, ganadora del Abierto de Alemania en la categoría de dobles femenino, junto a su compañera la también surcoreana Jeon Ji-hee, en los años 2016 y 2019.
En el Campeonato Mundial por equipos de Tenis de Mesa 2018 obtuvo la medalla de bronce por equipos, tras China (oro) y Japón (plata).